# بخش اوا
بخش اوا (به لاتین: Ewa District) یک بخش در نائورو است. بخش اوا ۱٫۲ کیلومتر مربع مساحت و ۴۴۶ نفر جمعیت دارد و ۲۵ متر بالاتر از سطح دریا واقع شده‌است.